# Nüsszai Szent Gergely
Nüsszai Gergely (ógörögül: Γρηγόριος Νύσσης, latinul: Gregorius Nyssenus), egyházi nevén Nüsszai Szent Gergely (Neocaesarea, 335/336 – Nüssza, 394 után) görög egyházatya, a kappadókiai Nüssza (görög: Νύσσα) püspöke, egyháztanító, teológus, egyházi író. Egyike a három kappadókiai atyának.

## Élete
Idősebb Szent Baszileosz és Szent Emmelia nyolcadik gyermekeként, Szent Makrina és Szent Baszileosz öccseként született. A Szentírás ismeretébe Makrina vezette be. Széles körű irodalmi és filozófiai műveltségre tett szert. Némi ingadozás után otthagyta a lektori tisztséget, és retorikával kezdett el foglalkozni. Hamarosan meg is nősült, egy erényes leányt, Theoszébiát vette feleségül. Azonban nem sokkal később testvérével, Baszileosszal kezdett szerzetesi életet. Egy évtized múlva, 371-ben bátyja Nüssza város püspökévé szentelte.
376-ban – az egyházi javak eltékozlásának vádjával – az ariánus Valens császár megfosztotta hivatalától (A vád az egész életében szegényeket segítő Gergellyel szemben valószínűleg hamis volt.) Gergely csak 378-ban, a császár halálakor térhetett vissza. Ekkor látogatta meg a haldokló nővérét, Makrinát. 379-ben – bátyja halála után – részt vett az antiochiai zsinaton, majd végiglátogatta a pontuszi egyházmegyéket és a palesztinai szent helyeket. Ki is nevezték Szebaszte metropolitájának, amit ő tömör egyszerűséggel csak – a bűn városát jelképező – Babilónnak nevezett.
380-ban lemondott Szebaszte vezetéséről öccse, Péter javára, majd 382 és 383 között részt vett a konstantinápolyi zsinatokon. Később még egyszer visszatért a fővárosba, hogy Pulcheria császári hercegnő felett megtartsa nagy temetési beszédét. 394-ben ismét részt vett egy zsinaton, utána viszont nem beszélnek többet róla a források. Valószínű, hogy hamarosan – talán 395-ben – elhunyt.

## Munkássága

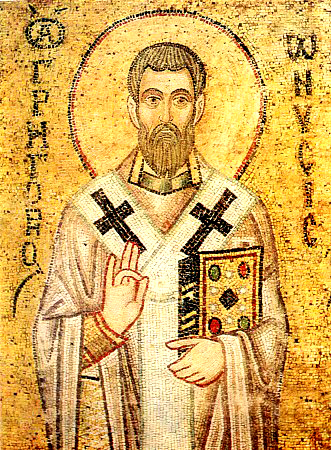
Nüsszai Szent Gergely.
(11. századi mozaik, Kijev, Ukrajna)

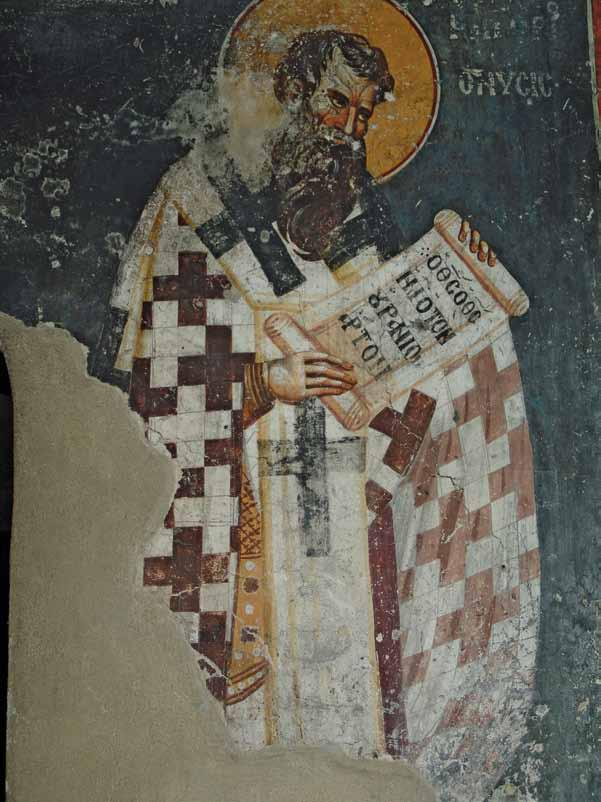
Nüsszai Szent Gergely.
(13. századi freskó, Ohrid, Macedónia)

Gergely kontemplatív, misztikus alkat. Az Iris melletti monostorban eltöltött évtized megjelölte egész életét. 370 után Baszileosz ösztönzésére kezdte el írni a Szüzességről szóló tanulmányát, hangsúlyozva saját – házas állapota miatti – méltatlanságát. A tanulámány kifejti a szüzesség megőrzésének aszkétikus követelményeit, első helyre azonban az imát helyezi; ez az Istenszerető lélek kifogyhatatlan öröme és szilárd támasza. Bemutatja végül, hogyan nyeri el a koszorút halála pillanatában "Krisztus jegyese". Művét áthatják Órigenész nézetei, Platón és Plótinosz filozófiája. A mű a teológia, a filozófia és a misztika szerencsés ötvözete.
Mózes életéről című művében a kappadókiai szerzetesség misztikus teológiáját foglalja össze. A Hypotyposis-ban a közösségi élet summáját nyújtja. (E művének teljes szövegét nem régen találták meg.) Gergely meg akarta világítani a szerzetesi élet célját, hangsúlyozva, hogy annak legkisebb részletét is pontosan körvonalazni kell. (Így vezet az út az egyszerű egyiptomi anakhorétáktól a minden részletében filozófiai–teológiai pontossággal kidolgozott tudós szerzetességhez.) Jelentős, misztikus művet írt még az Énekek énekéről
A 380-as években egyúttal ünnepelt szónok is volt. Beszédeinek áradása és szónoki pátosza, amelyek ma kissé idegenül hatnak, fellelkesítették Konstantinápolyt. Ezekben az években nagyszámú gyászbeszédet mondott, köztük az ifjú hercegnőért, Pulcheriáért, majd Flacilla császárnéért.
Mindezek mellett megjegyzendő, hogy a szofisztika túlságosan erős befolyása alatt beszédeiben nem mindig világosak gondolatai.

## Magyarul

De virginitate

- A kappadókiai atyák (Ókeresztény írók VI.), szerk. Vanyó László, Szent István Társulat, Budapest, 1983, ISBN 963 360 184 3, 969 p. (Vonatkozó rész: 491–805. o.)
- Az ember teremtéséről, In: Az isteni és az emberi természetről I., Atlantisz Könyvkiadó, Budapest, 1994, 169–263 oldal, ISBN 963 7978 55 0
- Több műve az Egyházatyák beszédei sorozatban (I.–IV.), szerk. Vanyó László, Jel Kiadó, Budapest, 1996, ISBN 963 8344 36 9
- Nüsszai Szent Gergely művei; ford., jegyz. Vanyó László; Szt. István Társulat, Bp., 2002 (Ókeresztény írók), ISBN 963-361-352-3, 550 p.
- Levél Szent Makrina életéről / Testvére, Szent Gergely, Nüssza püspökének a Nagy Baszileioszról mondott magasztalása; in: Kortárs szentek, kortárs szentekről; bev. ford., jegyz. Vanyó László; Jel, Bp., 2003 (Ókeresztény örökségünk)